# Nevvare Hanımefendi
Nevvare Hanımefendi (4. května 1901 Derbent – 22. dubna 1992 Derbent) byla konkubína osmanského sultána Mehmeda VI.

## Životopis
Narodila v květnu 1901 v Derbentu do abchazské rodiny. Její rodné jméno bylo Ayşe Çıhcı a byla dcerou Mustafy Beye Çıhcıho a jeho manželky Hafize Kap. Přes jejího dědečka Süleymana Beye byla příbuzná s Müveddetou Kadınefendi, konkubínou sultána Mehmeda VI, jejíž dědeček byl bratrem Süleymana Beye. Měla také 3 bratry, Ahmeta Şükrü Beye, Hasana Beye a Fikriho Beye a tři sestry, Şefika Hanim, Halime Hanim a Hacer Nüvit Hanim. Byla vysoká, měla zelené oči a dlouhé černé vlasy.
Byla unesena z Ruska do Istanbulu, kde byla darována do paláce prince Mehmeda Vahideddina (později Mehmeda VI.), a kde se dostala do péče Müveddety Kadinefendi. Byla přejmenována na Nevvare, jak to bylo podle tureckých a muslimských tradic v harému zvykem. I když byl sultán Mehmed o čtyřicet let starší než ona, na přání jejích rodičů se za něj provdala. Svatba se konala v červenci 1918 v paláci Dolmabahçe v Istanbulu. Z tohoto manželství, ale žádné dítě nevzešlo. Když Mehmed nastoupil na trůn, nosila titul Üçüncü Kadın. Když byl Mehmed sesazen z trůnu, následovala jej do exilu v Itálii, kde se v květnu 1924 rozvedli.
V roce 1926 se provdala podruhé za Mevlüda Beye a změnila si jméno na Leyla Sönmezler. Usadili se ve městě Şişli. Na začátku 70. let 20. století si koupili dům ve vesnici Derbent, kde žila až do své smrti. Zemřela v dubnu 1992 a je pohřbena na hřbitově v Derbentu.